# Kanaleneiland

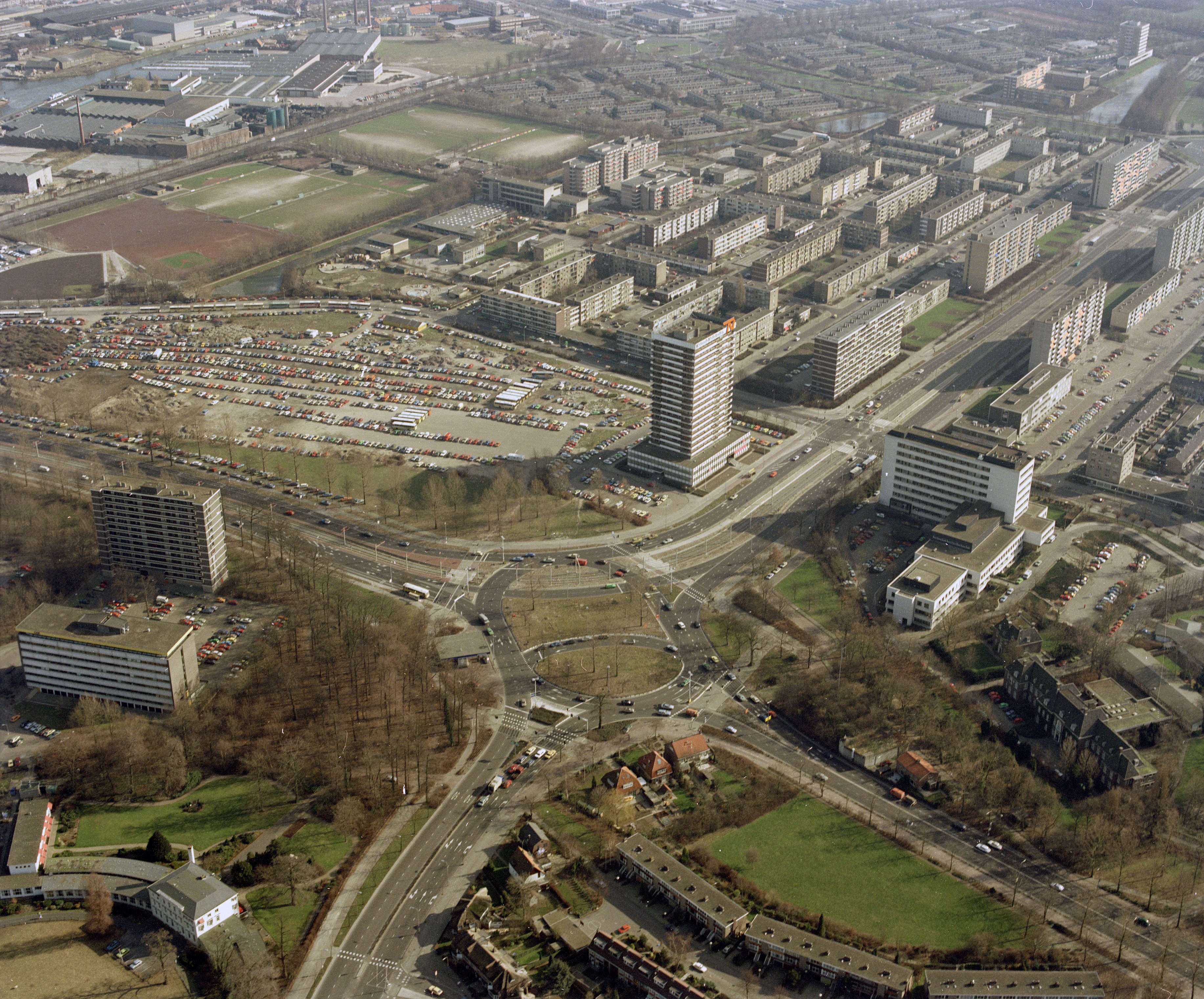
Luchtfoto van het 24 Oktoberplein in 1983

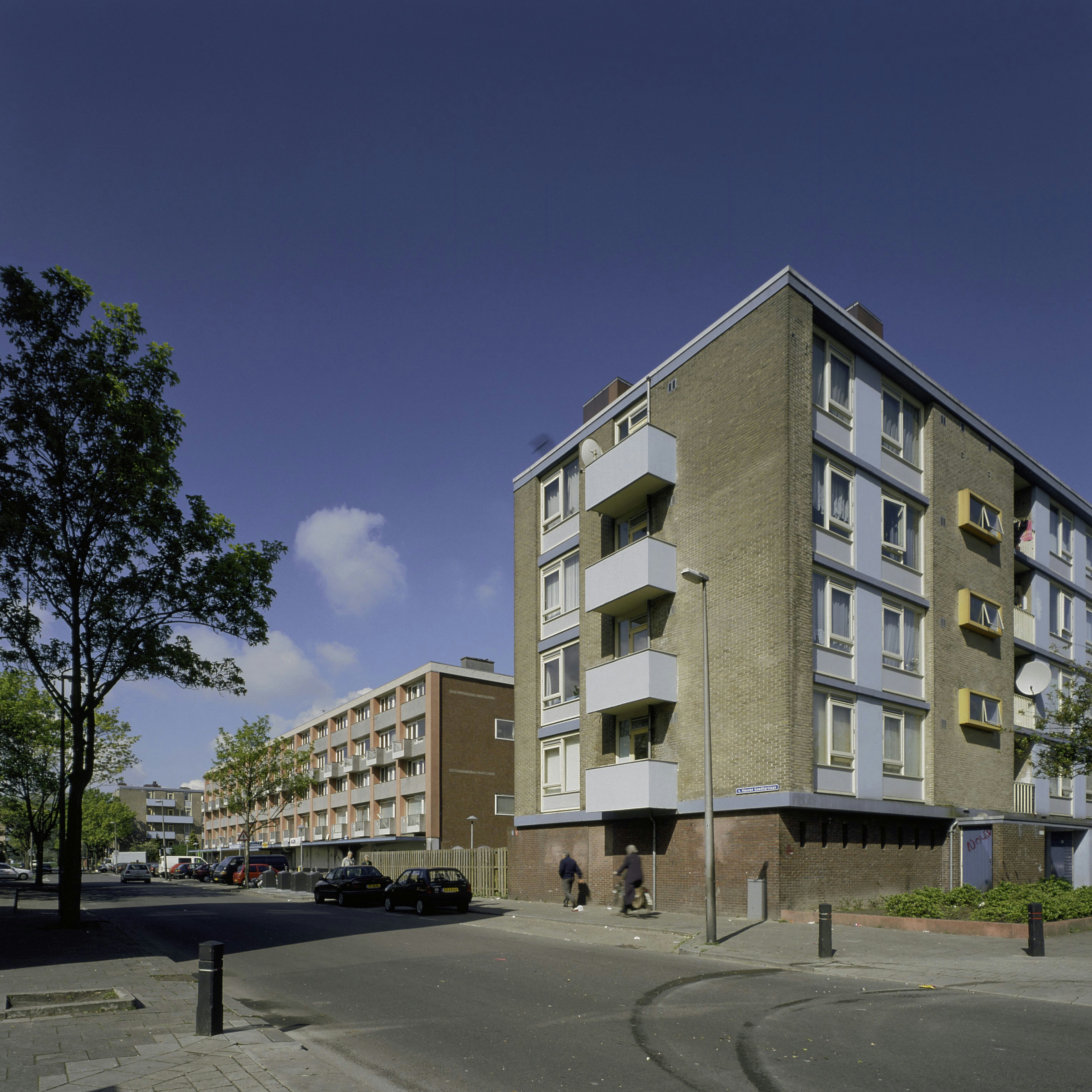
Flats in het noordelijk deel van Kanaleneiland, 2001

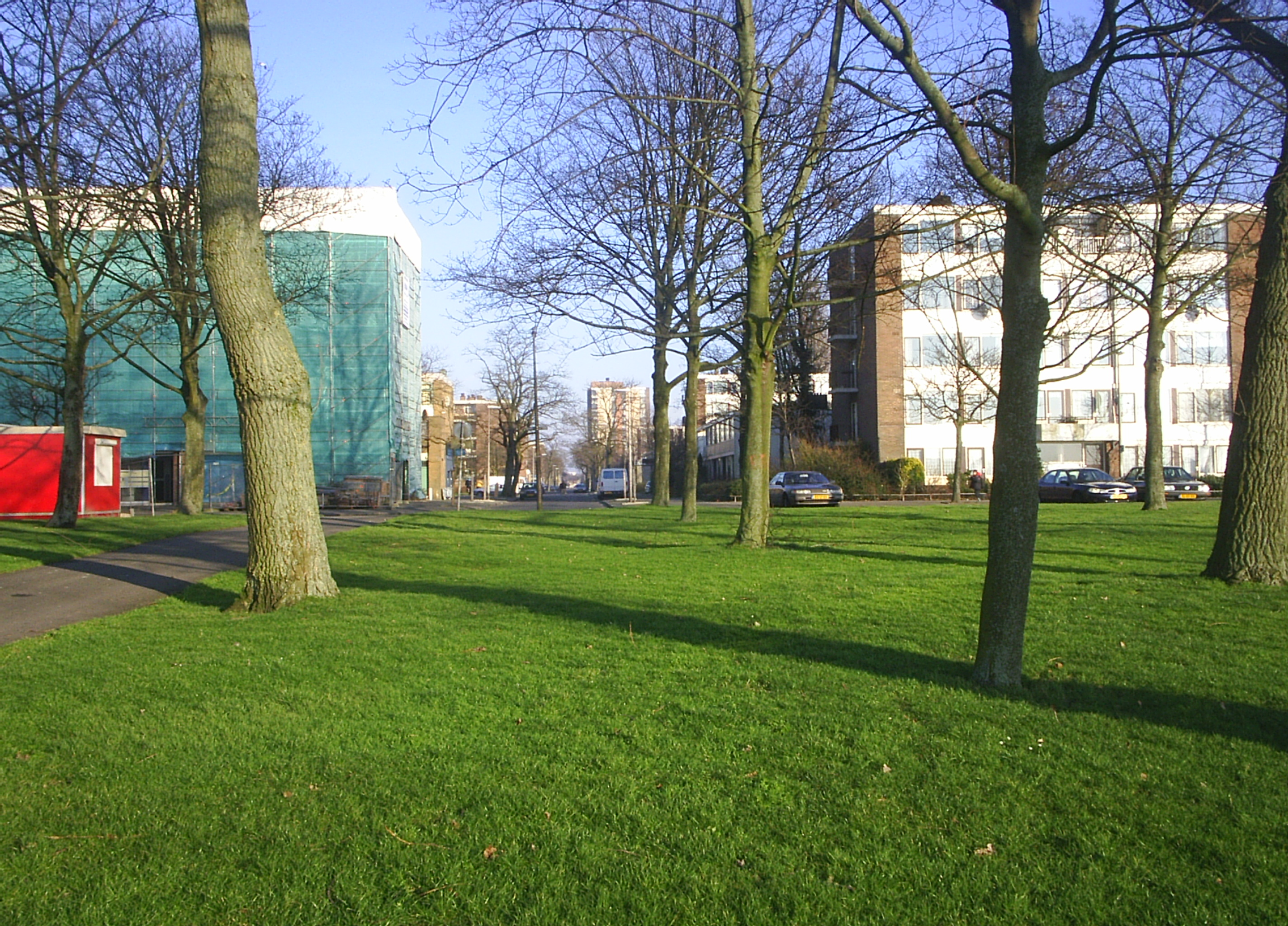
Kenmerkend voor de wijk: semi-hoogbouw en gras. Links is flatrenovatie te zien, 2005.

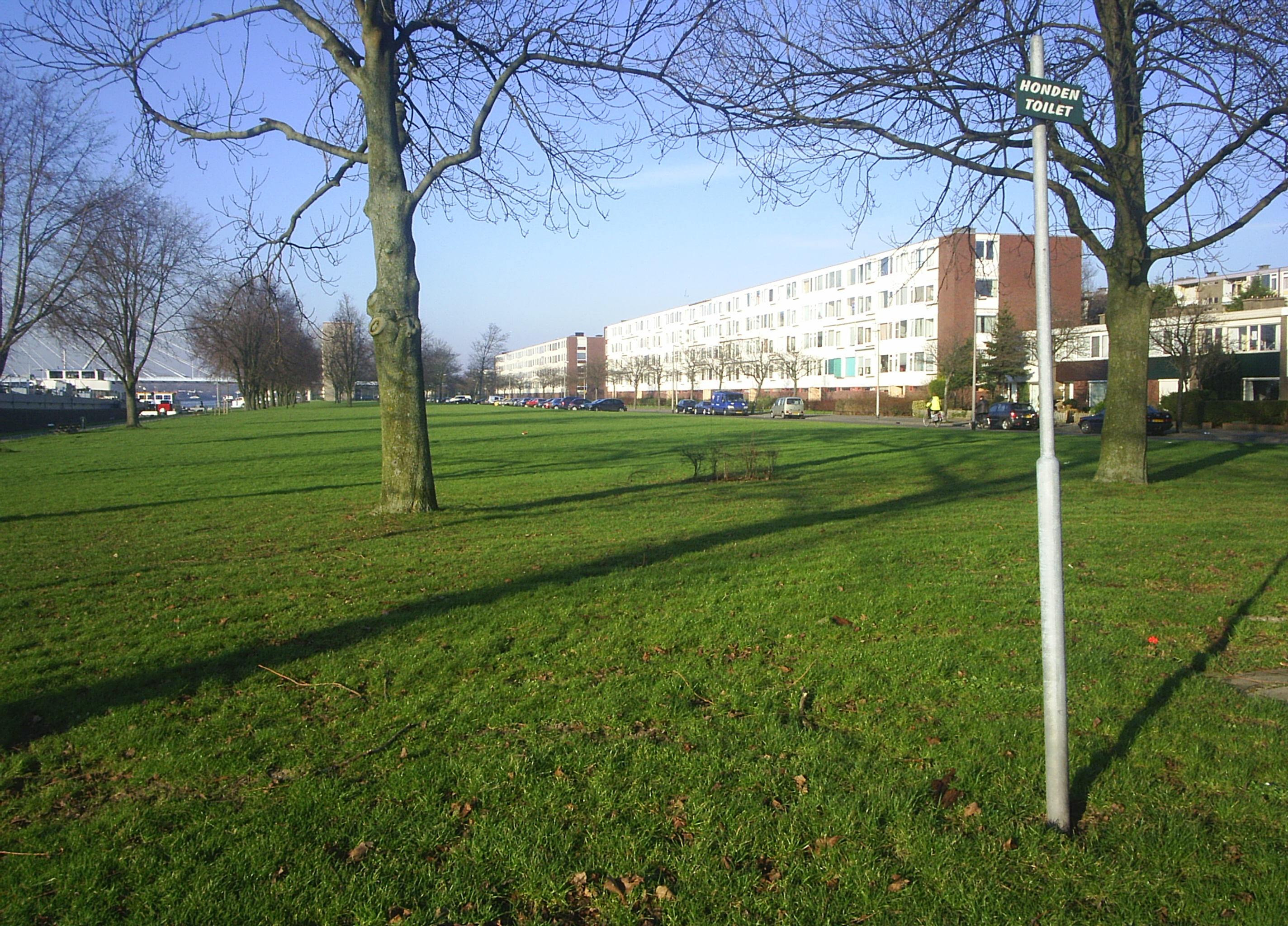
De groenzone langs het Amsterdam-Rijnkanaal (links), 2005.

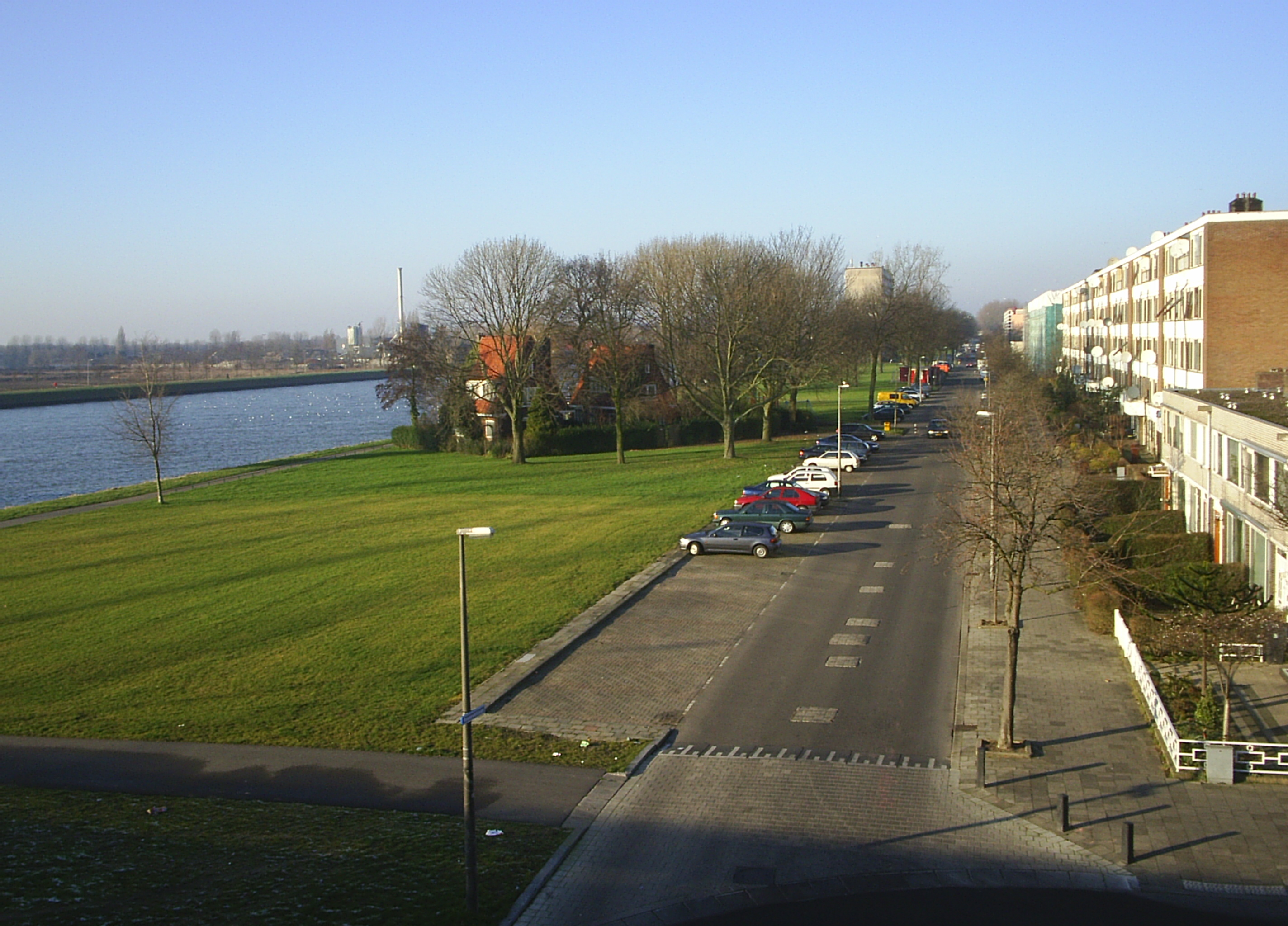
De Rooseveltlaan, gezien vanaf de Prins Clausbrug. Aan de linkerzijde het Amsterdam-Rijnkanaal, 2005

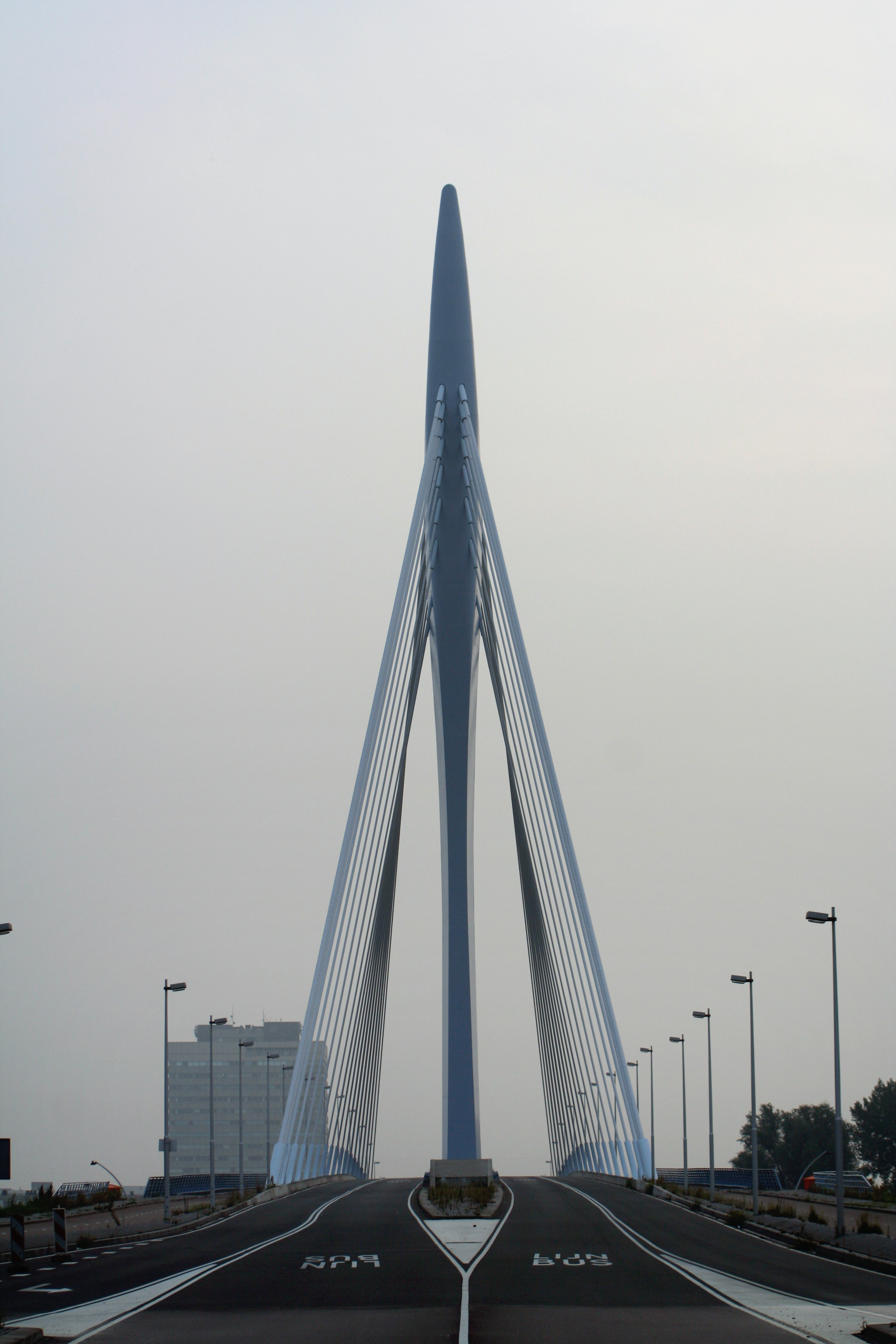
Oprit van de Prins Clausbrug vanaf Papendorp, 2005.

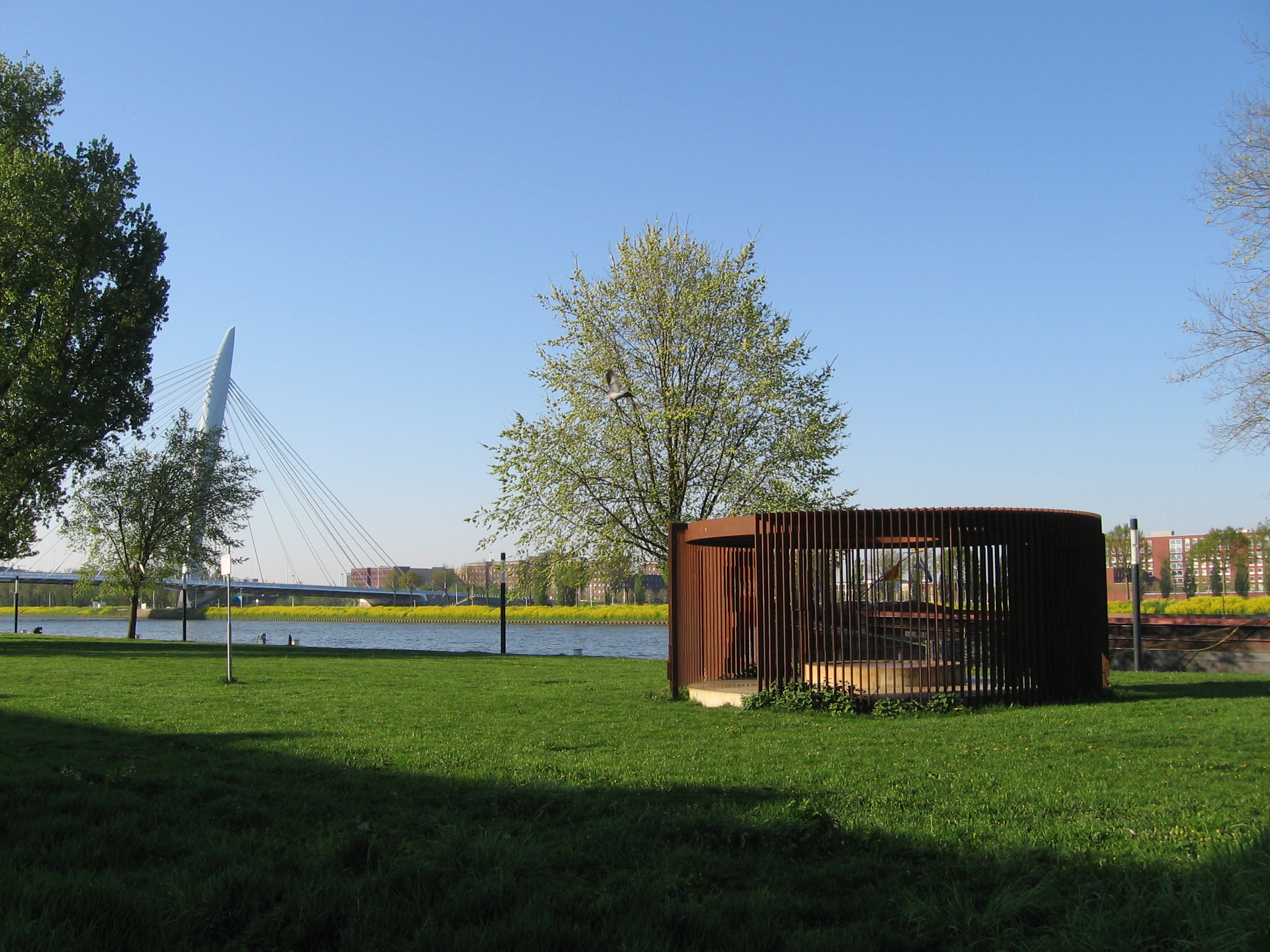
Martin Bril-paviljoen, Amsterdam-Rijnkanaal, Kanaleneiland Utrecht, 2019

Kanaleneiland is een subwijk in de Utrechtse wijk Zuidwest in de Nederlandse provincie Utrecht. De wijk is gebouwd in de jaren 1960, als onderdeel van de grootschalige uitbreiding van de stad en gemeente Utrecht in die tijd. Kanaleneiland wordt sinds 2000 beschouwd als probleemwijk en is als zodanig opgenomen op de lijst van Vogelaar. De wijk (statistisch Noord + Zuid Kanaleneiland) telde in 2023 17.660 inwoners.

## Geschiedenis
De bouw van Kanaleneiland maakt deel uit van de grootschalige uitbreiding van de stad Utrecht in de jaren vijftig. In 1954 werd de gemeente Utrecht uitgebreid met delen van de gemeentes Oudenrijn, Zuilen, Maartensdijk, Houten, De Bilt en Jutphaas, waarmee tegemoet werd gekomen aan de lang gewenste gebiedsuitbreiding (de oppervlakte van de gemeente Utrecht verdubbelde). In hetzelfde jaar ontwikkelde de gemeente een structuurplan tot 1970. Dit leidde tot de bouw van drie grote wijken, Kanaleneiland, Overvecht en Hoograven, die tot doel hadden de grote naoorlogse woningnood op te lossen. Deze drie wijken waren in totaal bestemd voor 90.000 inwoners, waarvan 30.000 in Kanaleneiland.
De bouw van Kanaleneiland begon in 1955 en wordt als voltooid beschouwd in 1971. Kanaleneiland werd opgezet volgens de idealen van de functionele stad. Het Rotterdamse Pendrecht diende hierbij als voorbeeld. Kanaleneiland werd een ruim opgezette wijk, met veel groenvoorzieningen en hoogbouw met grootschalige toepassing van geprefabriceerde elementen. Kenmerkend voor Kanaleneiland zijn de portiekflats met vier woonlagen. Centraal in Kanaleneiland stond een strikte scheiding tussen wonen, werken, recreatie en verkeer. Het verkeer werd om de wijk heen geleid. De woongebieden werden van elkaar gescheiden door forse groen- en sportvoorzieningen. Samen met de bouw van bedrijventerreinen aan de rand van de wijk, een groot winkelcentrum, eigen scholen, bejaardenwoningen en een kerk zou Kanaleneiland een stad op zich moeten vormen waar de bewoners hun hele leven konden blijven wonen.
De aanvankelijke bewondering voor Kanaleneiland maakte al snel plaats voor verguizing. Door het gebrek aan ruimere laagbouwwoningen keerde de middenklasse de wijk al snel de rug toe. Hun plaats werd ingenomen voornamelijk door immigranten. Nadat de schatkist van de gemeente Utrecht in de jaren zeventig leeg raakte, was er geen geld meer voor vernieuwing van de (inmiddels verouderde) voorzieningen. Buurtwinkels kwamen leeg te staan en het openbaar groen werd slecht onderhouden. Het openbaar groen was daarnaast een gewild doelwit van stedenbouwkundigen voor de bouw van meer woningen, scholen en sportvelden.
De ommezwaai kwam eind jaren negentig. De gemeente zag in dat de wijk niet meer voldeed aan de eisen van de 21e eeuw en startte met plannen voor een grootschalige wijkverbetering. In 2007 werd Kanaleneiland opgenomen in de lijst van probleemwijken van toenmalig minister Ella Vogelaar.

### Rozeneiland
In de wijk werden op veel plaatsen rozenstruiken geplant. Samen met de bewondering voor de wijk resulteerde dit in de bijnaam "Rozeneiland". Inmiddels zijn de rozen vrijwel overal verdwenen en is van de bewondering weinig meer over.

## Ligging van subwijk Kanaleneiland
De subwijk wordt als volgt begrensd:
- Aan de westzijde door het Amsterdam-Rijnkanaal (met aan de overzijde Papendorp van het stadsdeel Leidsche Rijn)
- Aan de oostzijde door de subwijk Transwijk. Transwijk ligt tussen de Beneluxlaan aan de westkant en Aziëlaan vanaf de Europalaan-Zuid tot aan het Amsterdam-Rijnkanaal aan de zuidkant. Het Bedrijventerrein Kanaleneiland hoort bestuurlijk bij Transwijk.
- Aan de noordzijde door de buurten Welgelegen en Den Hommel (West), begrensd door de Weg der Verenigde Naties en de Dominee Martin Luther Kinglaan.

## Ligging van het gebied Kanaleneiland
Historisch en in de volksmond wordt de naam Kanaleneiland aan een groter gebied gegeven. Namelijk de wijk die tussen het Amsterdam-Rijnkanaal en het Merwedekanaal ligt, met als noordelijke grens de Leidse Rijn, dus als echt eiland omgeven door water. Dat is dan inclusief de deelwijk Transwijk en het bestuurlijk bijbehorende Bedrijventerrein Kanaleneiland (waarop Woonboulevard Utrecht gevestigd is), Westraven en het Merwedekanaalgebied (ook wel Kantorenpark Kanaleneiland genoemd). Het gedeelte begrensd door enerzijds de Weg der Verenigde Naties en de Dominee Martin Luther Kinglaan en anderzijds de Leidse Rijn is bestuurlijk nooit aangeduid als behorend bij het Kanaleneiland. De omschrijving wordt dan:
- Aan de westzijde door het Amsterdam-Rijnkanaal (met aan de overzijde Papendorp van de wijk Leidsche Rijn in aanbouw).
- Aan de zuidzijde door de punt bij Westraven, waar het Amsterdam-Rijnkanaal en het Merwedekanaal elkaar kruisen, met aan de overkant het industrieterrein De Liesbosch (gemeente Nieuwegein).
- Aan de oostzijde door het Merwedekanaal, met de buurten Dichterswijk en Rivierenwijk aan de overkant.
- Aan de noordzijde door de buurten Welgelegen en Den Hommel (deel van de wijk West), begrensd door de Weg der Verenigde Naties en de Dominee Martin Luther Kinglaan.

## Uiterlijk en vernieuwing
Kanaleneiland is een typische naoorlogse wijk met veel semi-hoogbouw (portiekflats van 4 hoog zonder lift), rechte straten en veel groen. Ruim 65% van de woningen van de wijk bevindt zich in de sociale woningmarkt met een sobere en hier en daar grauwe uitstraling, met name in het noordelijke deel van de wijk. Het zuidelijke deel, met een hoger percentage koopwoningen, is minder verloederd. Al sinds de jaren negentig wordt Kanaleneiland geassocieerd met criminaliteit en armoede. Er is sprake van een bovengemiddelde werkloosheid, een hoge concentratie van etnische minderheden (vooral Marokkaans en Turks), en veel lage inkomens (het gemiddelde inkomen is € 16 800). Ondanks de grote inzet van gemeente, instanties en bewoners blijft de wijk een sterk onder gemiddelde positie in de stad hebben. Wél is de criminaliteit sinds 2000 sterk dalende en lijken andere wijken zoals Overvecht de titel als 'dé achterstandswijk van Utrecht' over te nemen, aangezien steeds meer kansarmen zich verplaatsen. Vanaf 2005 nam de criminaliteit – vooral autokraken – in Kanaleneiland weer toe, volgens een rondschrijven van de gemeente aan bewoners.
Voor een groot deel van Kanaleneiland-Noord bestaan grondige vernieuwingsplannen. Zo wordt er bijvoorbeeld een Forumschool gebouwd. Ook op de as tussen de Prins Clausbrug en het grootwinkelcentrum zijn aanzienlijke veranderingen gepland (As van Kanaleneiland).

## Buurten, verkeer en openbaar vervoer
Buurten zijn Kanaleneiland-Noord en -Zuid, gescheiden door de Churchilllaan. Ten oosten van Kanaleneiland, in Transwijk bevindt zich Park Transwijk, dat in 2005 na een grootscheepse herinrichting heropend werd. Verder is er het Marco Polopark en een groenzone langs het Amsterdam-Rijnkanaal.
Kanaleneiland wordt omgeven door belangrijke verkeersaders: de Beneluxlaan, de Weg der Verenigde Naties en de Dominee Martin Luther Kinglaan. De ligging van deze wegen kan een gevolg van het strikte scheiden van wonen en verkeer worden genoemd. De sneltram loopt in de middenberm van de Beneluxlaan langs de wijk. Hij doet hier drie haltes aan: 24 Oktoberplein-Zuid, Winkelcentrum Kanaleneiland, Vasco da Gamalaan en verderop, op de Europalaan-Zuid bij het Bedrijventerrein Kanaleneiland, is de halte Kanaleneiland Zuid. Iets ten zuiden van de A12 aan de Taludweg bij het Transferium Westraven, bevindt zich de halte P+R Westraven.
Verder doet een flink aantal buslijnen de wijk aan. Door de wijk zelf rijden de lijnen 7, 10, 24, 29 en 77 van U-OV. Over de Europalaan-Zuid rijden verschillende lijnen van Syntus Utrecht en Qbuzz.
In 2003 opende prinses Máxima de Prins Clausbrug, een tuibrug over het Amsterdam-Rijnkanaal. De Churchilllaan is de verbinding tussen de brug en het 5 Meiplein. Het duurde ruim 50 jaar voordat deze brug werd gerealiseerd.

## Bevolkingssamenstelling
De samenstelling van de bevolking is bijzonder te noemen: 76% van de bevolking heeft een recente migratieachtergrond (46 nationaliteiten), de werkloosheid is er hoog, de gezondheidstoestand gemiddeld aan de slechte kant en de criminaliteit is er hoog, net zoals het percentage uitkeringen. In totaal woont bijna 60% van de bewoners niet graag in Kanaleneiland. De wijk staat dan ook op de lijst van Vogelaar.
Er zijn diverse organisaties en festivals die proberen het sociale klimaat van de achterstandswijk te verbeteren. Het festival Utrecht aan de Nijl, Stichting Al Amal en de stichting Van en Voor Jongeren zijn daar voorbeelden van. Verder zijn er diverse kerkelijke organisaties actief voor de wijk, waaronder PKN-wijkgemeente De Haven. Ook de vele zelforganisaties vallen op, zoals Houd Kanaleneiland Leefbaar en de Marokkaanse Ouderraad.
Sinds 2009 verzorgen bewoners van Kanaleneiland en Transwijk een eigen televisieprogramma op UStad, de stadszender van RTV Utrecht. Het programma is elke woensdagavond te zien en ook te volgen via internet. Op zondagavond wordt het programma herhaald.
Echter de sociale cohesie is de laagste van de stad Utrecht, ligt ver beneden het Nederlands gemiddelde en liep tot 2011 elk jaar af.

## Bekende inwoners
Bekende (ex-)inwoners van de subwijk zijn:
- Mohamed Ihattaren, voetballer
- Martin Bril, columnist, schrijver en dichter
- Huub Flohr, priester
- Tony Junior, dj
- Fred Kaps, goochelaar
- Erwin Kroll, weerman
- Mohamed Lagmouch (sinds 1980), buurtvader
- Willy Schobben, trompettist
- Bart Spring in 't Veld (sinds 2000), televisiepersoonlijkheid
- Gökmen Tanis, misdadiger
- Henk Temming, voetballer
- Henk Westbroek, muzikant van Het Goede Doel
- Geert Wilders, politicus[7]

## Luchtverontreiniging
De wijk heeft te lijden van fijnstof en NOx - ten gevolge van de drukke rijkswegen ten zuiden en westen en de zuidwestelijke windrichting - en de walm van een asfaltcentrale op werkdagen. De intentie is om de asfaltcentrale te laten verdwijnen.

## Fotogalerij

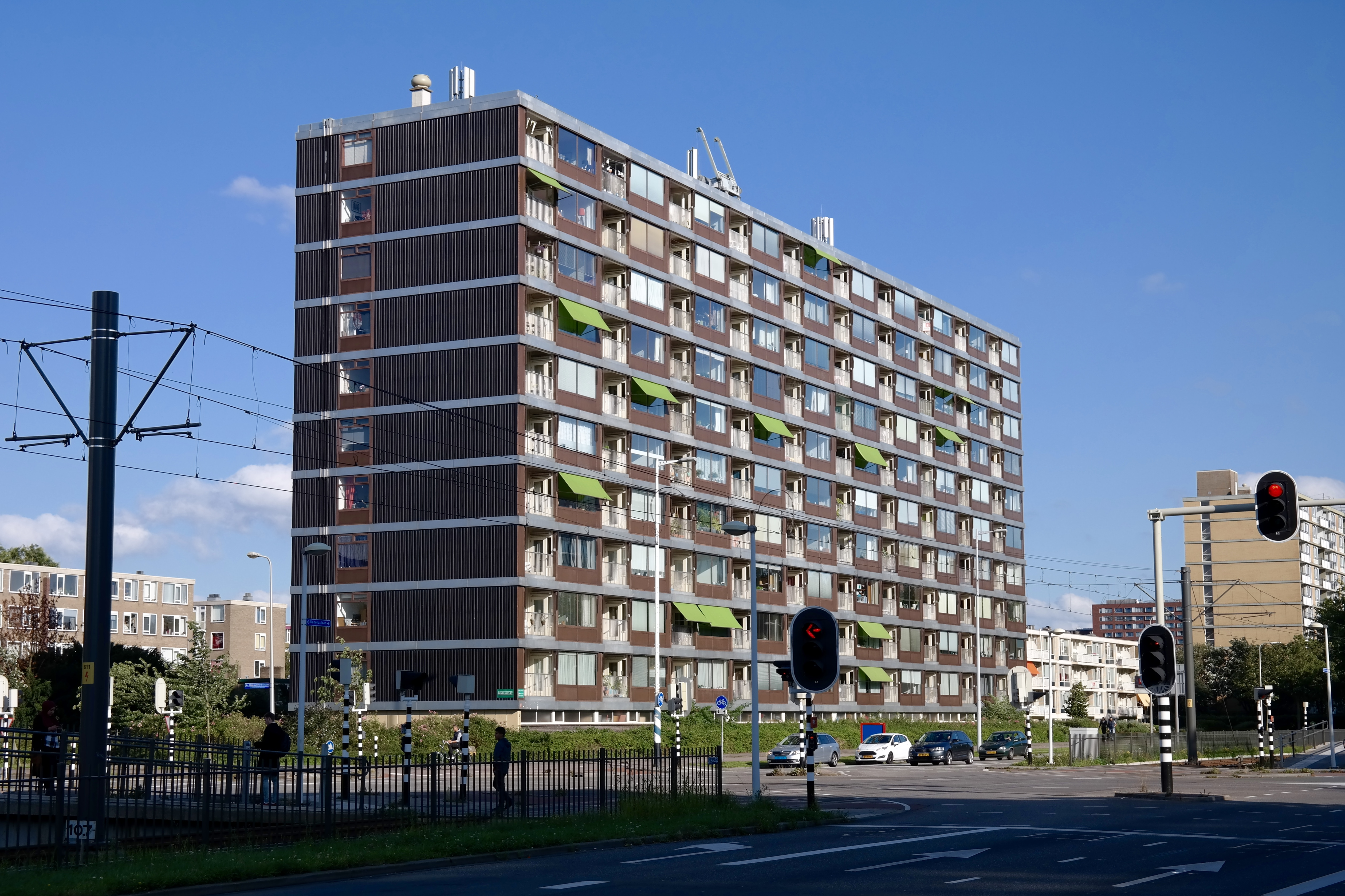
De Beneluxflat langs de Beneluxlaan
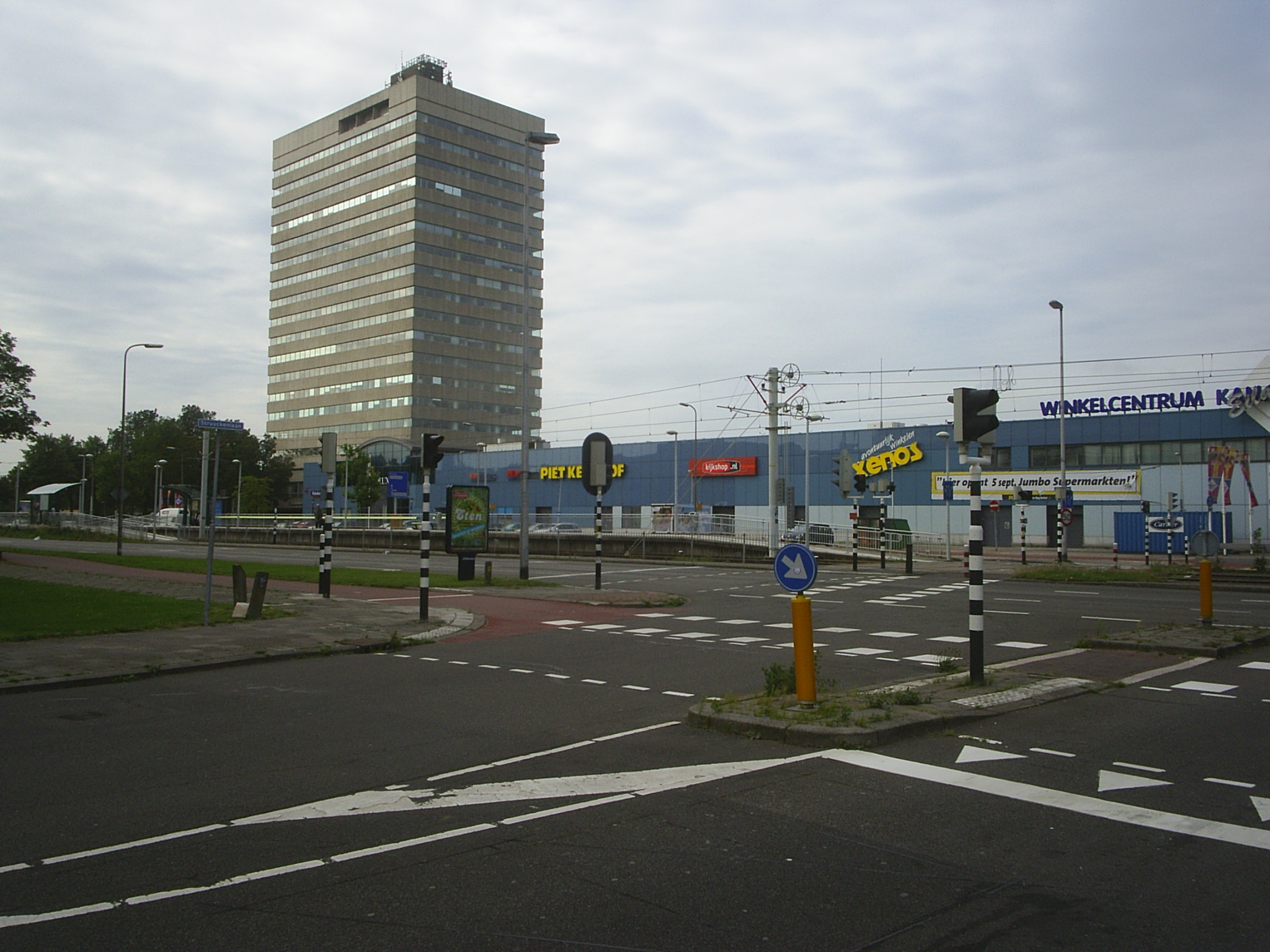
Het winkelcentrum, gezien vanaf de Struyckenlaan. In het midden de sneltramhalte, 2007
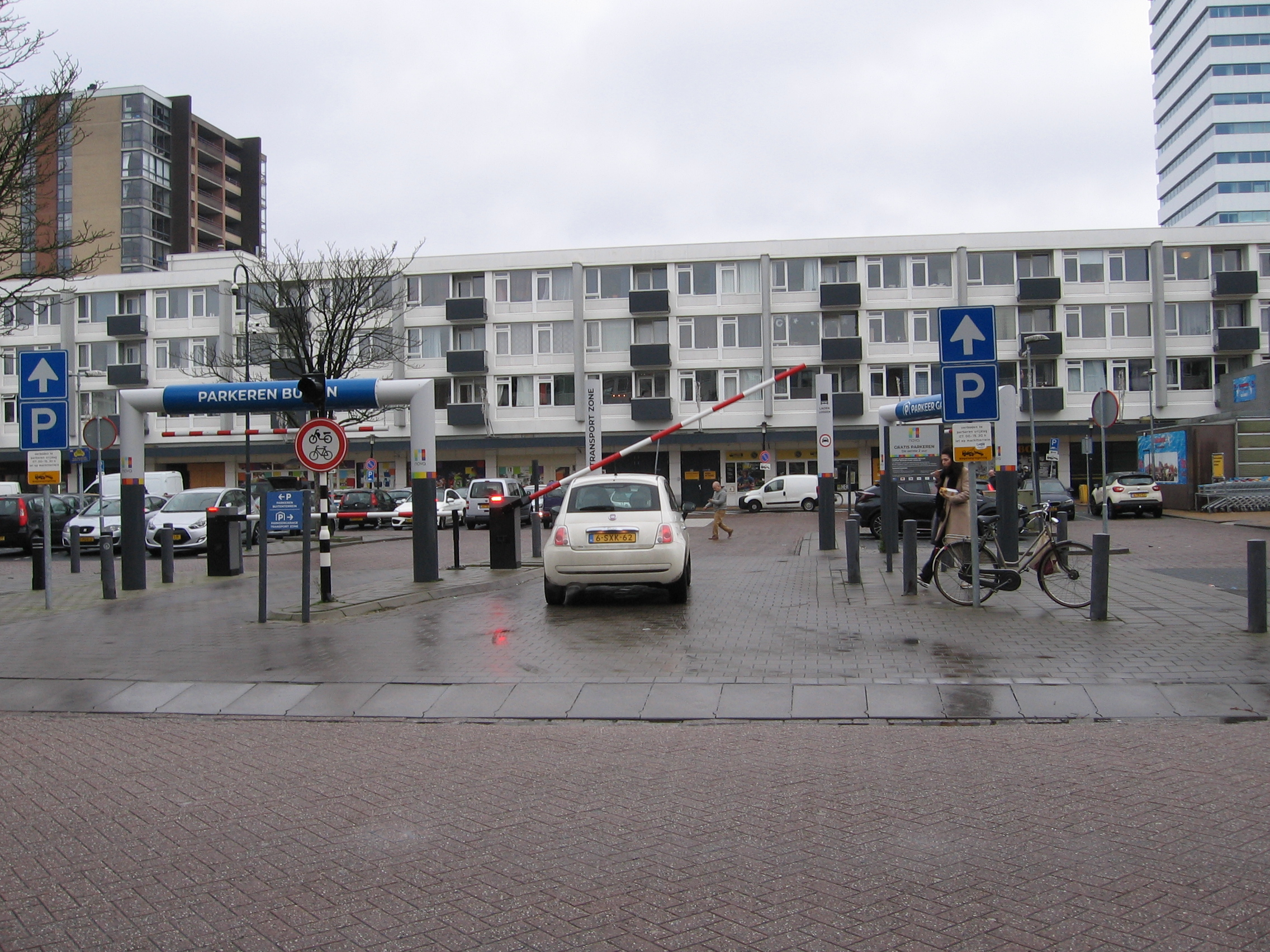
Parkeerterrein met fietsblokkade voor het Winkelcentrum Nova, Trumanlaan, 2020.
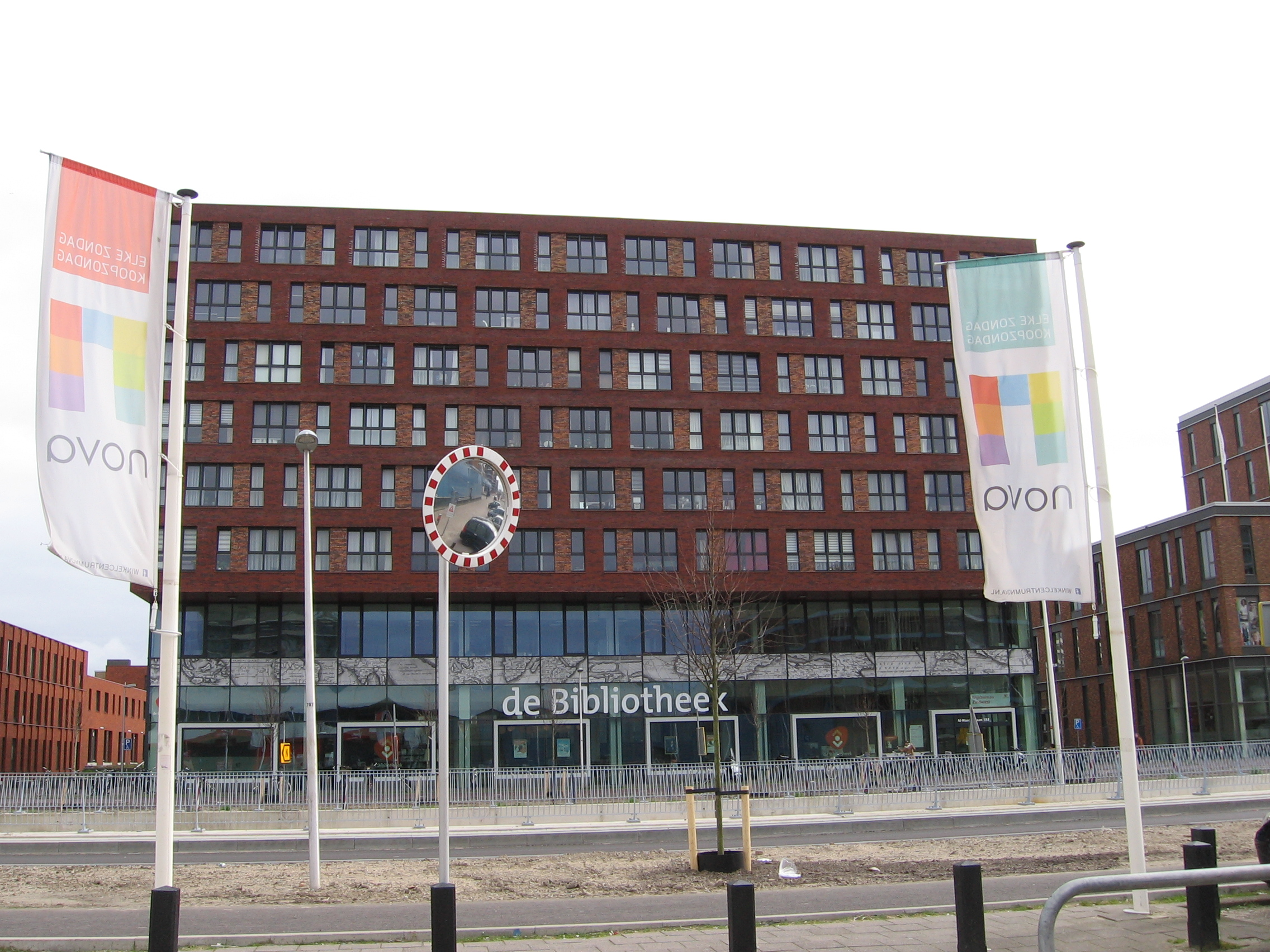
Bibliotheek Kanaleneiland 2019, tegenover winkelcentrum Nova.

Dichterswijk · Kanaleneiland · Rivierenwijk · Transwijk · Westraven